# Megadeth
Megadeth is een Amerikaanse thrashmetalband uit Los Angeles, Californië, opgericht in 1983. De band is opgericht nadat Dave Mustaine zijn vorige band Metallica moest verlaten. De band heeft sindsdien  zestien studioalbums geproduceerd.

## Kort overzicht
Megadeth verkreeg internationale erkenning als een pionier van het thrashmetalgenre, maar moest een groot aantal veranderingen in de bezetting doorstaan, deels door het beruchte druggebruik van de band. Van 1983 tot 2002 waren Mustaine en bassist David Ellefson de enige vaste leden van de band. Na te zijn afgekickt en te zorgen voor een stabiele bezetting ging Megadeth door en bracht een aantal albums uit die met platina en goud bekroond werden, waaronder het platina album Rust in Peace in 1990 en het Grammy genomineerde, multi-platina album Countdown to Extinction in 1992. Megadeth ging uit elkaar in 2002 door een zenuwblessure in de linkerarm van Mustaine, maar door het volgen van intensieve fysiotherapie wist Mustaine de blessure te overwinnen en hij richtte de band opnieuw op in 2004 en bracht The System Has Failed uit, gevolgd door United Abominations in 2007; de albums debuteerden op de Billboard Top 200 lijst op respectievelijk nummer 18 en 8. Megadeth bracht daarna met leadgitarist Chris Broderick hun 12e studioalbum, Endgame (2009), het 13e studioalbum Th1rt3en (2011) en 'Super Collider' (2013) uit.

## Geschiedenis
Megadeth werd in 1983 gevormd door gitarist Dave Mustaine nadat hij ontslagen was uit de band Metallica vanwege drank- en drugmisbruik. De andere drie bandleden waren ook niet vies van de nodige hoeveelheden alcohol, maar Mustaine was de enige van het viertal die agressief werd wanneer hij dronken was. David Ellefson, de toenmalige bovenbuurman van Mustaine, wekte Mustaine vaak met zijn gitaarspel, tot grote ergernis van Mustaine die vaak een kater had. De twee maakten snel kennis en begonnen samen te werken. Mustaine maakte zijn line-up compleet met drummer Gar Samuelson en gitarist Chris Poland. Dit viertal bracht in 1985 haar debuutalbum Killing Is My Business... and Business Is Good! uit. Een korte tournee met Exiler volgde door Noord-Amerika ter promotie van het album. Tijdens deze tournee verliet Chris Poland abrupt Megadeth en werd Mike Albert tourneegitarist. Poland keerde in oktober 1985 terug, net op tijd om mee te doen met het opnemen van het tweede album van Megadeth.
Dit album, getiteld Peace Sells... But Who's Buying? kwam in november 1986 uit onder het label Capitol Records. Peace Sells... But Who's Buying? was voor Megadeth de doorbraak naar bekendheid: alleen al in de Verenigde Staten werden 1.000.000 exemplaren verkocht. Lars Ulrich van Metallica heeft aangegeven een enorme fan te zijn van het album van ex-bandlid Mustaine, ondanks de voortdurende spanningen tussen de twee rivaliserende bands.
Drugproblemen in de band leidden in juli 1987 tot het ontslag van zowel Gar Samuelson als Chris Poland. Volgens Mustaine had Chris Poland bandspullen verkocht om aan drugs te komen en was Samuelson niet onder controle te houden als hij onder invloed van drugs was. Gitarist Yeff Young en drummer Chuck Behler volgden hen op. Met deze nieuwe leden nam Megadeth in januari 1988 het derde studioalbum So Far, So Good... So What ! op. Op dit album staat het nummer Liar, dat geschreven is over Chris Poland, en het nummer In My Darkest Hour, een eerbetoon aan de overleden bassist van Metallica, Cliff Burton. Tijdens de tournee ter promotie van So Far, So Good ... So What! trad Megadeth op met Dio, Iron Maiden en speelde de band op het rockfestival Donington voor meer dan 100.000 mensen. Kort na deze show ontsloeg Mustaine Yeff Young en Chuck Behler wegens problemen. Drummer Nick Menza (al langer invallend drummer bij Megadeth) nam de rol van Behler over. Als gitarist werd de talentvolle Marty Friedman aangenomen. Rond deze periode werd Dave Mustaine ook opgenomen in een afkickklinniek en werd voor het eerst sinds vele jaren drugsvrij.
Met deze nieuwe line-up begon Megadeth in 1990 te werken aan het album Rust in Peace, dat op 24 september 1990 uitkwam. Het album werd door fans en critici hoog aangeschreven als het beste Megadeth album tot dat moment. Megadeth begon een wereldtournee met onder andere Slayer, Judas Priest. Er was een optreden op het festival Rock in Rio in 1991 voor een publiek van ruim 140.000. Megadeth gaf voor het eerst ook videomateriaal uit: Rusted Peaces, waarop de zes muziekvideo's van het album stonden en persoonlijke interviews met de bandleden van Megadeth.
In 1992 kwam opvolger Countdown to Extinction uit. Countdown to Extinction was een rustiger en meer melodisch album dan Rust in Peace, maar sloeg in als een bom bij fans en critici. Het album werd nummer 2 in de top 200. Megadeth gaf de video Exposure of a Dream uit (de opvolger van Rusted Peaces) en begon een wereldtournee. In 1993 stond Mustaine als speciale gast van Metallica op het podium. Het was de eerste keer sinds tien jaar dat de twee bands samen op een podium stonden. Mustaine zei hierover dat "na tien jaar van bullshit de onzin tussen Megadeth en Metallica over was".
In 1994 kwam Youthanasia uit. Qua uitspraak in het Engels klinkt het hetzelfde als "Euthanasia" oftewel euthanasie. Met Youthanasia begon Megadeth met andere muziekstijlen te experimenteren dan alleen metal. Ondanks de metalkern had het album ook melodische invloeden en muzikale invloeden uit rock en jazz. Het album werd in de Verenigde Staten sneller platina dan welk ander Megadeth album ook. Het album werd opgenomen in de speciaal voor Megadeth gebouwde studio Fat Planet in Hangar 18. Na Youthanasia volgde een lange wereldtournee ter promotie van het album. In de zomer van 1995 kreeg de band een nieuwe manager die de band in een meer creatieve richting moest duwen.
Deze muzikale draai leidde in 1996 tot het commerciële rockalbum Cryptic Writings, dat veel radioaandacht kreeg. Echter, de oude kern van Megadeth-fans was zwaar teleurgesteld door de draai van de band naar radiovriendelijke muziek. Tijdens de tournee voor Cryptic Writings onderging drummer Nick Menza een operatie aan zijn knie en werd vervangen door Jimmy DeGrasso. Toen Menza hersteld was hoefde hij echter niet meer terug te keren bij de band, aldus Dave Mustaine.
In 1999 kwam het nieuwe album Risk uit. Risk was, zoals de titel al zegt, een muzikaal risico. Na de aandacht van de media op Cryptic Writings had Megadeth het idee dat ze een tweede stunt als deze konden uithalen. Risk was echter een album dat totaal geen metalinvloeden meer had, en zowel fans als critici veroordeelden Risk. Het was het eerste album van Megadeth sinds 1985 dat niet platina ging in de Verenigde Staten. Dave Mustaine trok zijn conclusies en wilde Megadeth weer terugsturen naar de jaren 80-metal, waarop gitarist Marty Friedman (die wilde blijven experimenteren met muziek) de band verliet en vervangen werd door Al Pitrelli.
In 2000 kwam het album The World Needs a Hero uit, geheel geschreven door Mustaine. Na het uitkomen van Hero begonnen in Megadeth problemen te spelen tussen Mustaine en Ellefson, die meer geld wilde van Megadeth. In een rechtszaak kwamen de twee tegenover elkaar te staan. David Ellefson verloor de rechtszaak en vertrok uit Megadeth. Mustaine liep een zenuwbeschadiging in zijn arm op en in tussen 2002 en 2004 was Megadeth officieel opgeheven.
Toch zette Mustaine door en in 2004 formeerde hij Megadeth opnieuw met bassist James MacDonough, drummer Shawn Drover en gitarist Glen Drover. Met deze nieuwe line-up werd het album The System has Failed opgenomen. In 2005 volgde de Gigantour. Tijdens de Gigantour werd James MacDonough vervangen door bassist James LoMenzo. Met deze nieuwe bandleden kwam in 2006 United Abominations uit. Na het uitkomen van United Abominations gaf gitarist Glen Drover aan uit Megadeth te stappen omdat hij meer tijd met zijn familie wilde doorbrengen. Zijn plaats werd ingenomen door Jag Panzer gitarist Chris Broderick.
In 2009 kwam het album Endgame uit. In 2010 keerde ex-bassist David Ellefson na ingeseind te zijn door drummer Shawn Drover, na acht jaar terug bij Megadeth en begon de tournee Rust in Peace ter viering van het 20-jarige bestaan van het album. Later speelde Megadeth samen met Metallica, Anthrax en Slayer in "The Big 4" tour, in 2010 en 2011.
Op 1 november 2011 werd het album TH1RT3EN uitgegeven.
Dave Mustaine had in april 2013 aangegeven dat de opnames van het nieuwe album Super Collider waren afgerond. Het album is eind mei 2013 uitgekomen in Europa, enkele dagen eerder dan gepland. Dit album ontving overwegend matige kritieken.
Op 25 november 2014 kondigden zowel drummer Shawn Drover, als enkele uren later ook gitarist Chris Broderick, hun vertrek aan. Drover geeft aan andere dingen te willen gaan doen op het muzikale vlak en Broderick geeft aan de beslissing aarzelend genomen te hebben, maar dat hij er "muzikaal en creatief gezien niet uitkomt met frontman Dave Mustaine".
In 2015 traden gitarist Kiko Loureiro en drummer Chris Adler toe bij de band. Chris Adler speelde enkel de drumopnames in voor het nieuwe album Dystopia om daarna te touren met Lamb of God.
Megadeth verwelkomde in 2016 de nieuwe drummer Dirk Verbeuren. Dirk is geboren in het Belgische Antwerpen en opgegroeid in Wuustwezel. In deze bezetting werd begonnen aan het schrijven en opnemen van een nieuw album. Mede vanwege de coronapandemie en keelkanker bij zanger Dave Mustaine werd de release van het album uitgesteld. De werktitel van het nieuwe album is The Sick, The Dying ... And The Dead.
In 2021 werd Dave Ellefson uit Megadeth, na elf jaar ontslagen naar aanleiding van gelekte screenshots en videobeelden op sociale media, waarin Ellefson seksueel getint contact had met een 19-jarige fan. Ellefson speelde al eerder in Megadeth, van 1983 tot 2002 en is medeoprichter van de band.

## Tv-vertoningen
Dave Mustaine was ooit te zien in een aflevering van The Drew Carrey Show als figurant en is ook in de cartoon Duck Dodgers als hoofdpersonage voorgekomen, een tekenfilm met Daffy Duck. Ook is de naam Megadeth al vernoemd in The Simpsons, The X-Files en Wayne's World 2.

## Bezetting

### Huidige bandleden
- Dave Mustaine - Zang, gitaar (1983-heden)
- Kiko Loureiro - Gitaar (2015-heden)
- James LoMenzo - Basgitaar (2006-2010, 2022-heden)
- Dirk Verbeuren - Drums (2016-heden)[4]

### Voormalige bandleden
- Kerry King - Leadgitaar (1983-1984)
- Chris Poland - Leadgitaar (1984-1987, 2004 studio gitarist "The System Has Failed")
- Jeff Young - Leadgitaar (1987-1989)
- Marty Friedman - Leadgitaar (1989-1999)
- Al Pitrelli - Leadgitaar (1999-2002)
- Glen Drover - Leadgitaar (2004-2007)
- Shawn Drover - Drums (2004-2014)[5]
- Chris Broderick - Gitaar (2007-2014)[6]
- Jimmie Lee Sloas - Basgitaar (2004 studio bassist "The System Has Failed")
- James MacDonough - Basgitaar (2004-2006)
- Gar Samuelson - Drums (1983-1987)
- Chuck Behler - Drums (1987-1989)
- Nick Menza - Drums (1989-1998)
- Jimmy DeGrasso - Drums (1998-2002)
- Vinnie Colaiuta - Drums (2004 studio drummer "The System Has Failed")
- Chris Adler - Drums (2015 studio drummer "Dystopia")
- David Ellefson - Basgitaar (1983-2002, 2010-2021)

## Discografie

### Albums
| Album met eventuele hitnotering(en) in de Nederlandse Album Top 100     | Datum van verschijnen | Datum van binnenkomst | Hoogste positie | Aantal weken | Opmerkingen                    |
| ----------------------------------------------------------------------- | --------------------- | --------------------- | --------------- | ------------ | ------------------------------ |
| Killing is my business... and business is good!                         | 1985                  | -                     |                 |              |                                |
| Peace sells... but who's buying?                                        | 20-09-1986            | -                     |                 |              |                                |
| So far, so good... so what!                                             | 1988                  | 13-02-1988            | 41              | 7            |                                |
| Rust in peace                                                           | 24-09-1990            | 06-10-1990            | 41              | 5            |                                |
| Maximum Megadeth                                                        | 08-04-1991            | -                     |                 |              | ep                             |
| Countdown to extinction                                                 | 14-07-1992            | 18-07-1992            | 35              | 12           |                                |
| Youthanasia                                                             | 01-11-1994            | 05-11-1994            | 30              | 19           |                                |
| Hidden treasures                                                        | 18-07-1995            | -                     |                 |              | ep                             |
| Cryptic writings                                                        | 17-06-1997            | 14-06-1997            | 42              | 7            |                                |
| Risk                                                                    | 31-08-1999            | 11-09-1999            | 39              | 4            |                                |
| Capitol punishment: The Megadeth years                                  | 24-10-2000            | -                     |                 |              | Verzamelalbum                  |
| The world needs a hero                                                  | 15-05-2001            | 02-06-2001            | 80              | 1            |                                |
| Rude awakening                                                          | 19-03-2002            | -                     |                 |              | Livealbum                      |
| Still alive... and well?                                                | 10-09-2002            | -                     |                 |              | Verzamelalbum                  |
| The system has failed                                                   | 13-09-2004            | 18-09-2004            | 32              | 4            |                                |
| Greatest hits: Back to the start                                        | 28-06-2005            | -                     |                 |              | Verzamelalbum                  |
| That one night: Live in Buenos Aires                                    | 04-09-2007            | -                     |                 |              | Livealbum                      |
| United abominations                                                     | 04-05-2007            | 19-05-2007            | 49              | 2            |                                |
| Warchest                                                                | 05-10-2007            | -                     |                 |              | Verzamelalbum                  |
| Anthology: Set the world afire                                          | 10-10-2008            | -                     |                 |              | Verzamelalbum                  |
| Endgame                                                                 | 11-09-2009            | 19-09-2009            | 22              | 5            |                                |
| Rust in peace live                                                      | 07-09-2010            | -                     |                 |              | Livealbum                      |
| The Big 4: Live from Sofia, Bulgaria (met Metallica, Slayer en Anthrax) | 29-10-2010            | 06-11-2010            | 75              | 1            | Livealbum                      |
| Th1rt3en                                                                | 28-10-2011            | 05-11-2011            | 42              | 2            |                                |
| Super Collider                                                          | 30-05-2013            | -                     |                 |              |                                |
| Countdown to Extinction (live)                                          | 2013                  | -                     |                 |              | Livealbum met opnames uit 1992 |
| Dystopia                                                                | 22-01-2016            | 30-01-2016            | 25              | 3            |                                |
| The Sick, the Dying... and the Dead!                                    | 02-09-2022            | -                     | -               | -            |                                |

| Album met hitnotering(en) in de Vlaamse Ultratop 200 albums | Datum van verschijnen | Datum van binnenkomst | Hoogste positie | Aantal weken | Opmerkingen |
| ----------------------------------------------------------- | --------------------- | --------------------- | --------------- | ------------ | ----------- |
| The system has failed                                       | 2004                  | 25-09-2004            | 89              | 2            |             |
| United abominations                                         | 2007                  | 02-06-2007            | 62              | 2            |             |
| Endgame                                                     | 2009                  | 26-09-2009            | 38              | 3            |             |
| Th1rt3en                                                    | 2011                  | 05-11-2011            | 74              | 3            |             |
| Super Collider                                              | 2013                  | 08-06-2013            | 65              | 5            |             |
| Dystopia                                                    | 2016                  | 30-01-2016            | 19              | 15*          |             |

- Het debuutalbum wordt in 2002 voorzien van een nieuwe mix, nieuw artwork, linernotes en de 3 eerste demo's en wordt opnieuw uitgebracht. Daarnaast bevat het album een zwaar gecensureerde versie van Nancy Sinatra's "These Boots Are Made For Walking".
- Alle andere albums (met uitzondering van Hidden Treasures, Cryptic Sounds, Capitol Punishment, The World Needs A Hero, Rude Awakening, Still Alive...And Well! en The System Has Failed) zijn in 2004 op cd heruitgebracht, voorzien van een nieuwe mastering en mix, linernotes en bonusnummers.
- In 2007 is de Warchest uitgebracht, een boxset met 4 compilatie-cd's, een live-cd en een live-dvd (Londen, 30 september 1992).
- Op 15 september 2009 kwam Endgame uit. Het album was echter al eerder te beluisteren op de Myspace van Megadeth.

## Video's en dvd's
- Rusted Pieces (1990)
- Exposure Of A Dream (1992)
- Evolver: The Making Of Youthanasia (1995)
- Rude Awakening (2002)
- Behind The Music (2003)
- Video Hits (2005)
- The Arsenal Of Megadeth (2006)
- Gigantour DVD (2006)
- That One Night - Live in Buenos Aires (2007)
- Rust In Peace - Live (2010)

| Dvd's met hitnoteringen in de DVD Top 30 | Datum van verschijnen' | Datum van binnenkomst | Hoogste positie | Aantal weken | Opmerkingen                      |
| ---------------------------------------- | ---------------------- | --------------------- | --------------- | ------------ | -------------------------------- |
| The big 4 - Live from Sofia, Bulgaria    | 2010                   | 06-11-2010            | 7               | 15           | met Metallica, Slayer en Anthrax |
| Countdown to extinction - Live           | 2013                   | 28-09-2013            | 29              | 2            |                                  |

| Dvd's met hitnoteringen in de Vlaamse Ultratop muziek-dvd top 10/20 | Datum van verschijnen | Datum van binnenkomst | Hoogste positie | Aantal weken | Opmerkingen                      |
| ------------------------------------------------------------------- | --------------------- | --------------------- | --------------- | ------------ | -------------------------------- |
| The big 4 - Live from Sofia, Bulgaria                               | 2010                  | 06-11-2010            | 4               | 10           | met Metallica, Slayer en Anthrax |
| Coundown to extinction - Live                                       | 2013                  | 05-10-2013            | 9               | 2            |                                  |

## Hitlijsten

### De Zwaarste Lijst
| Nummer                  | '09* | '10* | '11* | '12* | '13 | '14 | '15 | '16 | '17 | '18 | '19 | '20 | '21 | '22 | '23 | '24 | '25 |
| ----------------------- | ---- | ---- | ---- | ---- | --- | --- | --- | --- | --- | --- | --- | --- | --- | --- | --- | --- | --- |
| Symphony of Destruction | 59   | 60   | 60   | 19   | 39  | -   | -   | -   | -   | -   | -   | -   | -   | -   | -   | -   | -   |

- Tot 2012 had de Zwaarste Lijst 70 plaatsen. Dit werd vanaf 2013 verminderd tot 66.